# Castello di Solofra

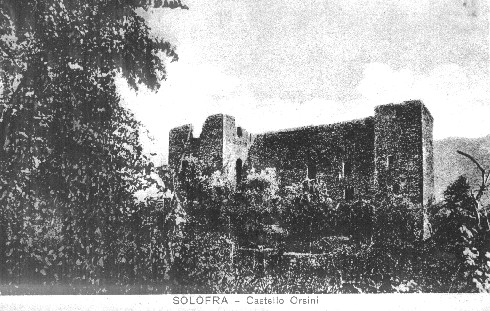
Castello Orsini, Solofra

Das Castello di Solofra ist eine Burgruine aus dem 9. Jahrhundert in Solofra in der italienischen Region Kampanien. Die Burg entstand in langobardischer Zeit und weist verschiedene Schichtungen auf, die Zeugnis über die unterschiedlichen Umbauten ablegen, denen die Burg unterzogen wurde. Die Ruine liegt auf einem Hügel zu Füßen des Monte Pergola; ihre strategisch günstige Lage bietet einen weiten Rundblick, auch über das Stadtzentrum und die Berge dahinter (darunter den Pizzo San Michele), sowie das untere Solofratal und einen Teil des Gebietes um Montoro. Heute ist die Burg wegen der zunehmenden Aufgabe, die bereits im Mittelalter begann, eine Ruine.

## Geschichte
Nach der Ankunft der Langobarden im Binnenland von Süditalien wurde das Herzogtum Benevent (aufgeteilt in „Gastaldati“) gegründet, das anfangs im Süden mit der Kette der Monti Mai, Mercato San Severino (zu dieser Zeit zum Gastaldato Rota gehörig), und den Bergen von Montoro und Forino endete. Zur Verteidigung der Grenzen wurden etliche Burgen erbaut, darunter die von Serino und Montoro, und zur selben Zeit wurde das Castrum von Rota verstärkt. Später eroberte das Herzogtum das Gebiet von Salerno, aber wegen einiger Machtkämpfe zwischen den Prinzen Radelchi und Siconolfo wurde das Herzogtum Benevent 849 zweigeteilt, in das Prinzipat Salerno und das Prinzipat Benevent. Nach dieser Aufteilung fiel das damals kleine Zentrum Solofra, das sich um die Pfarrgemeinde Sant’Angelo und Santa Maria, entwickelt hatte, die als Vicus galt, zusammen mit Serino als Teil des Gastaldato Rota an das Prinzipat Salerno. An der Grenze zwischen den beiden Prinzipaten waren also etliche Verteidigungspunkte zu schaffen, darunter auch das Castello di Solofra. Der Verteidigungskomplex des Monte Pergola und des Monte San Marco war dank der Geländeausbildung ebenfalls strategisch günstig, die es ermöglichte, das Territorium zu kontrollieren (Neben der Bewachung der Grenzen mussten zwei wichtige Verbindungsstraßen überwacht werden: Die Via di Turci und die Via antiqua qui vadit ad sancte Agathe (dt.: alte Straße, die nach St. Agathe führte), die es noch in altrömischer Zeit in den Tälern von Solofra und Montoro gab.) und es gleichzeitig von Invasionen zu schützen. So wurde zum Beispiel der felsige Hügel von Castelluccia ab sofort zur Kontrolle genutzt.
Um 1045, zu normannischer Zeit, wurde das Gastaldato Rota, und damit auch das „Locum Solofrae“ (dt.: der Ort Solofra) den Angriffen von Troisio unterzogen, der später von Robert Guiskard zum Grafen von Rota ernannt wurde. Danach, 1121, wurde diese Grafschaft aufgeteilt und Serino wurde zusammen mit Solofra und Sant’Agata von Saracena und Roberto II. regiert. In dieser Zeit vergrößerte sich das Lehen und neue Territorien und die langobardischen Burgen von Serino und Solofra wurden wegen ihrer strategischen Bedeutung wieder genutzt, ein häufiger Vorgang in normannischer Zeit, wobei die Burgen vielen, vermutlich unterschiedlichen Umbauten unterzogen wurden, was man in Solofra an der Fehlausrichtung der Mauern und verschiedenen Mauertexturen erkennen kann.
Im 12. Jahrhundert, in der Zeit der Staufer, war das Lehen von Serino in Besitz von Sanseverino di Tricarico und Roger II. von Sizilien vergab nur das kleine Lehen von Solafra an Giordano, der aber wenig später verstarb. So wurde das Lehen wieder mit dem von Serino vereinigt, dem Giacomo di Tricarico vorstand. Die Universitas von Solafra forderte von der Magna Curia die Verminderung der feudalen Macht und Giacomo di Tricarico stand vor einer Untersuchung. Nach dessen Tod 1256 wurden die Lehen Solofra und Serino endgültig getrennt, wobei Solofra der Tochter, Giordana di Tricarico, zugesprochen wurde, die es als Mitgift in die Ehe mit Arduino Filangieri di Candida mitbrachte. In dieser Zeit wurden weitere Änderungen am Castello di Solofra vorgenommen, wie der typisch staufische Grundriss und die rechteckigen Türme, die vom Hof vorspringen, bezeugen. Nach diesem Eingriff hatte die Burg ihr heutiges Aussehen erhalten.
Mit der Machtübernahme durch das Haus Anjou wurde das Lehen Solofra vergrößert: Ein Teil des Hauses von Sant’Agata (das zu Serino und damit der Familie Tricarico gehörte) fiel an Solofra als Lohn für die Treue der Filangieris und als Strafe für die Tricaricos. So schuf man Sant’Agata di Sotto, das zu Serino gehörte, und Sant’Agata di Sopra, das zu Solofra gehörte. Nach dieser Erweiterung war die Burg nur noch eine einfache Verstärkung für Serino, auch wenn sie ihre eigene Garnison von Soldaten zur Kontrolle des Handels und des Passo di Turci hatte, wo sich unter anderem eine königliche Zollstelle befand. 1409 starb die männliche Linie der Filangieris aus und der König Ladislaus erwarb das Lehen und verlehnte es an einen seiner Repräsentanten. Tatsächlich bemächtigte sich der Graf von Montoro und Nocera, Francesco Zurolo, genannt „Zurlo“, (Sohn von Bernardo, dem 1. Graf von Montoro († 1415) und Antonella Caracciolo; Bruder von Giovanni (1381–1440), Lehensherr von Angri, und Salvatore, genannt „Rossillo“, dem 3. Graf von Nusco) mit Gewalt des Lehens, aber Filippo Filangieri, der einem Nebenzweig der Familie angehörte, wollte seine Rechte nicht aufgeben und belagerte so das Castello di Solofra. Da griff Königin Johanna II. ein, befahl Filangieri, die Belagerung zu beenden, und zwang Zurolo, die Burg zu verlassen, während er auf die königliche Entscheidung über die Angelegenheit wartete. Tatsächlich erhielt Zurolo das Privileg, indem die Burg an einen seiner geschätzten und treuen Soldaten, Antonio Bulcano, verlehnt wurde. 1463 verlehnte König Ferdinand I. von Neapel die Burg endgültig an die Zurolos, die sowohl zur Unterbringung von Soldaten als auch als Gefängnis genutzt wurde, seit die Zurolos in ihrem eigenen Palast namens Delle Mirandi in Solafra, der heute nicht mehr existiert, residierten. 1512 wurde der Familie die Burg vorübergehend entzogen, weil sie Ludovico della Tolfa mit seinen eigenen starken Truppen eroberte. 1528 gar Ercole Zurolo die Burg auf, weil da Kommen des französischen Generals Odet de Foix, Visconte de Lautrec, bevorstand. Letzterer beraubte die Familie Zurolo ihrer Lehen und Reichtümer, weil er sich auch auf die Seite des spanischen Souveräns, Karl V. gestellt hatte.
Im 14. und 15. Jahrhundert wurde die Burg erneut umgebaut (was man an einigen Mauerabschnitten sieht), wobei allerdings der ursprüngliche Grundriss nicht verändert wurde. In dieser Zeit wurde auch das Ravelin errichtet. Die Orsinis erwarben 1555 das Lehen Solofra und seine Burg, wobei letztere weiterhin als Truppenunterkunft und Gefängnis genutzt wurde. Die Orsinis blieben bis zum Ende des Feudalismus in Solofra, genauer bis 1806. Sie erteilten der Gemeinschaft von Solofra Statuten, indem er versprach, nicht zu erwarten, dass die Universitas um die Burg kümmerte, und sie als Gefängnis für die schwersten Verbrechen zu nutzen. 1565 ließ Beatrice Ferrella Orsini einen Teil der Mauern abreißen, um ihren eigenen Palast (heute Sitz der Gemeindeverwaltung) zu bauen. Die Orsinis nutzten die Burg als ihr Privatgrundstück, das 1785 für drei Generationen in Erbpacht an Gaetano Tura vergeben wurde. Außerdem wollten sie nach der Abschaffung des Feudalismus die Burg nicht der Gemeinde zurückgeben, die eine Klage gegen sie anstrengte, die aber nicht erfolgreich war. Die Orsinis forderten die Rückgabe der Burg vom Primicerius Gennaro Tura an, da dieser einige Jahre lang die Pacht nicht bezahlt hatte. Dieser wandte sich daraufhin an den Priester Rocco Didonato, der noch das Kirchenpatronat von San Nicola am Fuße des Burghügels innehatte. Den Didonatos gehört heute noch das Burggrundstück. Anfangs wurde die Burg noch als Bauernhof genutzt, aber dann in den ersten Jahrzehnten des 20. Jahrhunderts endgültig aufgegeben.
Die Burg wurde in ihrer ursprünglichen Ausprägung von Matteo Vigilante, einem Maler aus Solofra, im Gemäldezyklus der Kapelle der Unbefleckten Empfängnis in der Collegiata di San Michele in Solafra abgebildet, wo man die Anlage mit den vier rechteckigen Türmen und dem Ravelin sehen kann. Über die Burg erzählt man sich, wie über viele mittelalterliche Gebäude, einige Legenden darüber, wer sie besucht und bewohnt hat, Legenden, die von eigenartigen Geräuschen und Erscheinungen handeln. Eine davon erzählt, dass die Burg mit dem Palast der Orsinis durch einen langen Geheimgang verbunden gewesen sei.

## Beschreibung

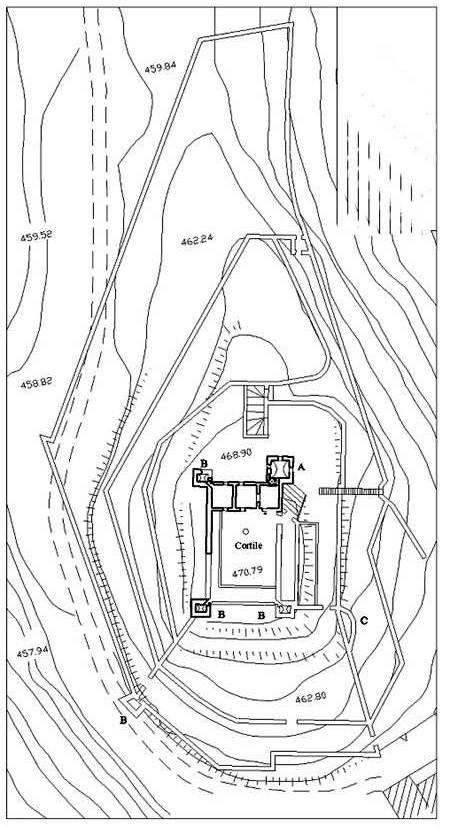
Rekonstruktion des originalen Grundrisses der Burg

### In der Vergangenheit
Die Burg zeigte sich ursprünglich als Festung und bestand aus einem Hof in der Mitte um den herum verschiedene Residenzräume und Räume für das Dienstpersonal angeordnet waren. An den Ecken gab es vier Türme, von denen einer größer als die anderen war (der Bergfried). Um diese Gebäude herum gab es zwei Mauerringe mit weiteren zwei kleinen Aussichtstürmen, die an den Punkten standen, die den größten Überblick boten (Diese Punkte waren auch am meisten befestigt.): Einer im Westen, von dem aus man das Tal überblicken konnte, und der andere, fünfeckige, in Richtung Turci. Außerdem gab es einen dritten, kleinen Mauerring aus späterer Zeit namens „Ravelin“, die den empfindlichsten Punkt der gesamten Anlage befestigte. Die Räumlichkeiten im Süden existierten damals vermutlich bereits nicht mehr, als die Burg an die Turas verkauft wurde, da diese aufgegeben wurden. Die Residenzräume im Norden dagegen wurden bis zum Beginn des letzten Jahrhunderts genutzt und sind als einzige heute noch teilweise erhalten. Aufgrund mündlich überlieferter Zeugnisse kann man ihr Aussehen rekonstruieren: Der Eingang befand sich in der Nordfassade, wo es ein steinernes Portal gab. Im Hof gab es einen Brunnen und von den Räumen im Erdgeschoss führte eine gemauerte Treppe zu den drei oberen Räumen (von denen einer zur Kapelle umgebaut wurde). Den oberen Teil bildete ein drei Meter hoher Wehrgang mit Zinnen.
Zur Burg gelangte man über einen Saumpfad, an dem es ländliche Hütten gab, ebenso wie einige Truppenunterkünfte der Burg selbst.

### Heute

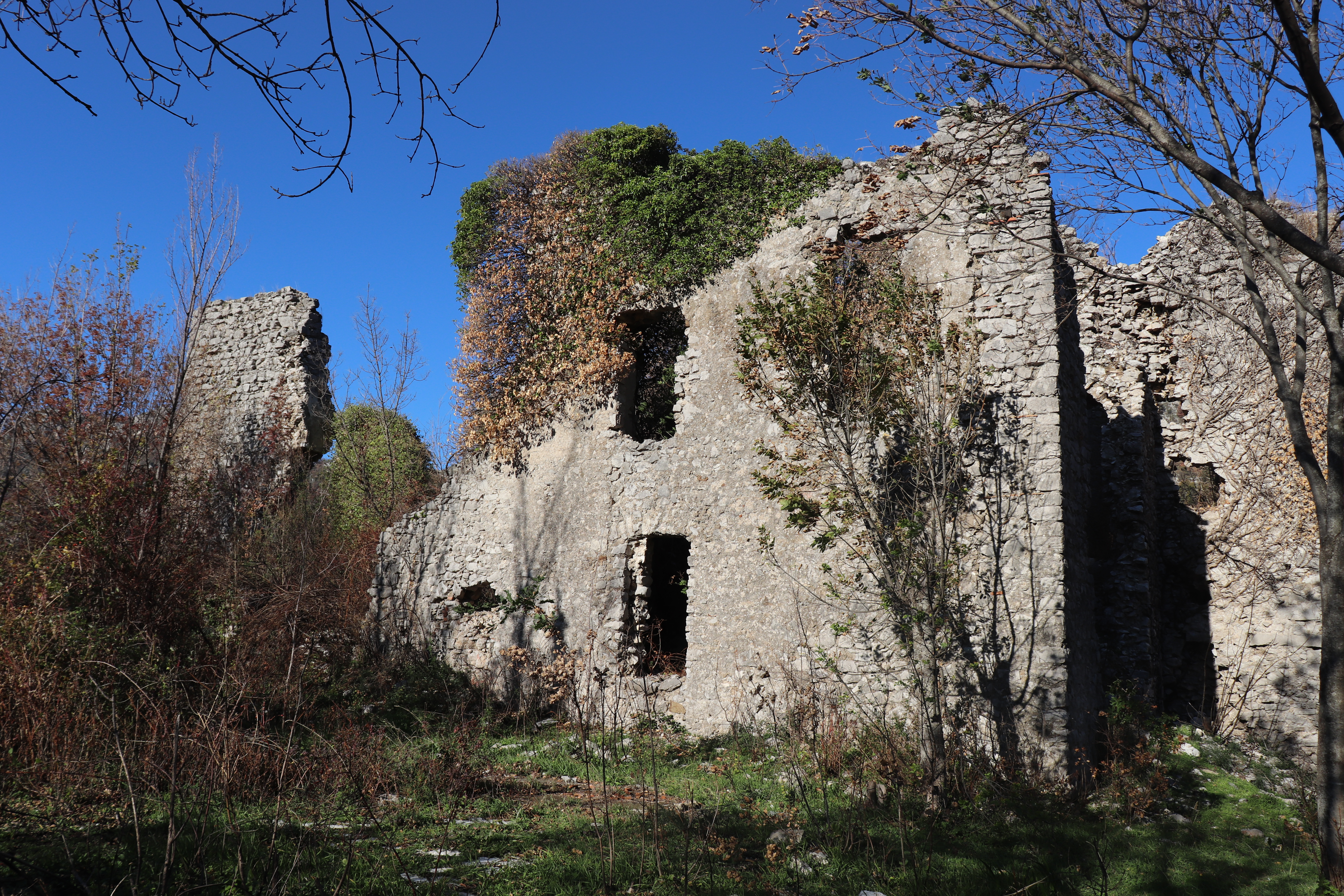
Die Burgruine von Südosten

Von der Burg ist heute ein guter Teil des nördlichen Bereiches mit dem Bergfried und dem Nordwestturm erhalten, zusammen mit der Zisterne mit Tonnengewölbe und hydraulischem Putz im unteren Bereich. Erhalten sind ebenfalls die oben beschriebenen Residenzräume, worunter sich ein interessanter Teil in gotischem Stil befindet, der das Obergeschoss des Bergfrieds mit dem verband, was einst die oberen Räume waren, von denen einige Spitzbogenkreuzgewölbedecken haben. Erhalten sind auch etliche Abschnitte der Umfassungsmauern. Wenn man alle Mauern der Burg betrachtet, sieht man, dass sie große Unterschiede voneinander aufweisen: Einige sind wohlgeordnet und regelmäßig, andere dagegen sind vollständig in Unordnung. Dies liegt an den dauernden Umbauten, denen die Festung seit dem Wiederaufbau durch die Staufer unterzogen wurde; letztere haben den rechteckigen Grundriss und die Türme beigesteuert (Der Bergfried ist sogar einem staufischen Donjon ähnlich.) Ebenfalls ihren Beitrag daran haben die Umbauten und Verstärkungen der Renaissance, wie der „Ravelin“, bis zu den letzten Umbauten die vorgenommen wurden, als die Burg zum Bauernhof wurde. Viele Teile und einige Räume der Burg blieben unter den Trümmern vergangener Einstürze oder einer dichten Vegetation verborgen, die, manchmal vollständig, die noch vorhandenen Mauern und Räumlichkeiten bedeckt hat, von denen viele ernsthaft vom Einsturz bedroht sind.

### Der historisch-naturalistische Park
Die Associazione per la Salvaguardia dei Beni Culturali di Solofra hat ein Erhaltungsprojekt für die Burg und deren Umgebung propagiert. Die Absicht ist, was vom Gebäude erhalten ist, umzugestalten und eine Grünfläche zu schaffen, die für alle Bürger zugänglich ist und auch die Wiederherstellung der für die Gegend typischen Pflanzen und Waldkräuter. Das Projekt konnte noch nicht realisiert werden, weil das Grundstück sich in Privateigentum befindet und die Gemeinde Solofra dessen Kauf noch nicht vorgesehen hat, obwohl sich die Ruinen in prekärem Zustand befinden und hohe geschichtliche Bedeutung haben.